# Lise Darly
Lise Darly (Niza, Francia; 27 de diciembre de 1981 bajo el nombre de Elise Granier) es una cantante francesa, seleccionada para representar el Principado de Mónaco en el Festival de la Canción de Eurovisión 2005 en Kiev, Ucrania.
Se dio a conocer en 1999 al resultar vencedora del programa "Graine de Star Tour". Dos años después, pasaría a convertirse en cantante profesional, y en 2003 entró a formar parte del casting realizado por la radio televisión de Mónaco para elegir a su representante en el Festival de la Canción de Eurovisión 2004. Obtuvo la segunda posición, aunque para muchos miembros del jurado era vista como la gran favorita, por lo que se hizo obvio su elección para el año 2005.
En Kiev, Lise interpretó una balada romántica titulada "Tout de Moi" ("Todo de mí"), escrita por Philippe Bosco, que también se había encargado de realizar la canción monegasca del año anterior, "Notre Planète".
Mónaco y Lise obtuvieron en la semifinal previa a la gran final el puesto número 24 de 25, sólo superando a Lituania. La canción recibió 10 puntos de Andorra (que utilizó un jurado debido al número insuficiente de votos telefónicos), 10 puntos de Francia y 2 puntos de Moldavia. Días después del Festival, la cantante fue recompensada con el Premio Marcel Bezençon a la mejor interpretación en escena del certamen.
Un sencillo fue publicado con motivo de su participación en la zona sur de Francia, así como en el principado, conteniendo el tema original, así como varias versiones sinfónicas.

## Discografía
- 2009 - Si j'avais su